# Libor Radimec
Libor Radimec (* 22. Mai 1950 in Ostrava) ist ein ehemaliger tschechischer Fußballspieler. 

## Vereinskarriere
Libor Radimec begann mit dem Fußballspielen beim Ostrauer Verein TJ VŽKG Vítkovice. Mit 19 Jahren ging er für zwei Spielzeiten zu Dukla Jindřichův Hradec, um dort seinen Wehrdienst abzuleisten und kehrte anschließend nach Vítkovice zurück.
Im Sommer 1973 wurde der Mittelfeldspieler vom Stadtrivalen Baník Ostrava verpflichtet. Mit Baník wurde Radimec, der später auf die Liberoposition wechselte, 1976, 1980 und 1981 tschechoslowakischer Meister. 1978 gewann die Mannschaft den tschechoslowakischen Pokal.
Anfang 1983 ging Radimec zu FK Austria Wien, nach nur einem halben Jahr zog er weiter zum First Vienna FC, wo er 1985 seine Laufbahn beendete. 

## Nationalmannschaft
In der Tschechoslowakischen Nationalmannschaft debütierte Libor Radimec erst mit 30 Jahren am 30. April 1980 gegen Ungarn. Er war für die Europameisterschaft 1980 vorgesehen, verletzte sich jedoch im letzten Saisonspiel. Rechtzeitig fit wurde er für die Olympischen Sommerspiele 1980 in der Sowjetunion, bei der die tschechoslowakische Mannschaft Gold gewann. Radimec gehörte zu den besten Spielern der ČSSR. Er stand auch im Kader bei der Weltmeisterschaft 1982, die Tschechoslowakei schied aber schon nach der Gruppenphase sieglos aus.